# ويلفريد د. تورنر
ويلفريد د. تورنر (بالإنجليزية: Wilfred D. Turner)‏ هو سياسي أمريكي، ولد في 30 يناير 1855، وتوفي في 8 نوفمبر 1933. انتخب عضو مجلس ولاية كارولاينا الشمالية.